# Blastobasis aphilodes
Blastobasis aphilodes é uma espécie de mariposa do gênero Blastobasis pertencente à família Coleophoridae.